# John Furey
John Furey (* 13. April 1951) ist ein US-amerikanischer Fernseh- und Filmschauspieler.

## Arbeit
Sein Debüt als Darsteller hatte Furey 1976 in einer Folge der Serie The Blue Knight. In den nachfolgenden Jahren trat er in weiteren Fernsehproduktionen auf, darunter Serien wie Notruf California, CHiPs und Die Waltons. 
1981 spielte er eine seiner bekanntesten Rollen im Horrorfilm Freitag der 13. – Jason kehrt zurück. Anschließend arbeitete er weiter als Fernsehdarsteller und trat in vereinzelten Episoden von Serien wie Cheers, Hotel und Remington Steele auf. Eine wiederkehrende Rolle verkörperte Furley auch 1998 in der Sitcom All My Children (insgesamt 10 Folgen) und von 2001 bis 2005 in der Dramaserie Queer as Folk (insgesamt 4 Folgen).
Furey ist mit seiner Schauspielkollegin Denise Galik verheiratet. Seine Schwester, Kathleen Furey, ist außerdem als Schauspiellehrerin auf Long Island tätig.

## Filmografie
- 1976: The Blue Knight (TV)
- 1977: Eight Is Enough (TV)
- 1977: Just a Little Inconvenience (TV)
- 1977: Rafferty (TV)
- 1978: Notruf California (TV)
- 1978: Logan's Run
- 1978: CHiPs (TV)
- 1980: Die Waltons (TV)
- 1980: Lou Grant (TV)
- 1980: Island Claws
- 1981: Freitag der 13. – Jason kehrt zurück (Friday the 13th Part 2)
- 1983: Cheers (TV)
- 1983: Fäuste, Gangs und heiße Öfen (TV)
- 1983: Bay City Blues (TV)
- 1983–1988: Hotel (TV)
- 1984: Remington Steele (TV)
- 1985: Mord ist ihr Hobby (TV)
- 1985: Unter Brüdern (TV)
- 1986: T. J. Hooker (TV)
- 1986: The Paper Chase (TV)
- 1986: Adam's Apple (TV)
- 1987: Mann muss nicht sein (TV)
- 1987: L.A. Law – Staranwälte, Tricks, Prozesse (TV)
- 1988: Inspektor Hooperman (TV)
- 1988: Wer ist hier der Boss? (TV)
- 1989: Mutant on the Bounty
- 1990: Jake und McCabe – Durch dick und dünn (TV)
- 1990: Ein gesegnetes Team (TV)
- 1990: Over My Dead Body (TV)
- 1990: Guess Who's Coming for Christmas? (TV)
- 1991: Matlock (TV)
- 1995: The Skateboard Kid II
- 1996: Die Wölfe
- 1997: X-Factor: Das Unfassbare (TV)
- 1997–2003: JAG – Im Auftrag der Ehre (TV)
- 1998: Universal Fighter
- 1998: Black Thunder
- 1998: Pensacola – Flügel aus Stahl (TV)
- 1998: All My Children (TV)
- 1998: New York Cops – NYPD Blue (TV)
- 2000: Walker, Texas Ranger (TV)
- 2000: Frauenpower (TV)
- 2000: Pretender (TV)
- 2000: Mission Erde – Sie sind unter uns (TV)
- 2001: And Never Let Her Go (TV)
- 2001: Flug 534 – Tod über den Wolken (TV)
- 2001–2005: Queer as Folk (TV)
- 2002: A Killing Spring (TV)
- 2002: Tracker (TV)
- 2003: Blue Murder (TV)
- 2003: The Galíndez File
- 2003: Criminal Intent – Verbrechen im Visier (TV)
- 2004: The Guardian – Retter mit Herz (TV)
- 2005: Für alle Fälle Amy (TV)
- 2005: CSI: Vegas (TV)
- 2006: Scarlet Moon
- 2006: Das kleine Mord-Problem (TV)
- 2006: Flight 93 – Todesflug am 11. September (TV)
- 2006: Monk (TV)
- 2006: Angeklagt – Der Kampf einer Tochter (TV)
- 2008: Jung und Leidenschaftlich – Wie das Leben so spielt (TV)
- 2011: The Mentalist (TV)
- 2011: Zeit der Sehnsucht (TV)
- 2012: Harry’s Law (TV)
- 2012–2013: Switch at Birth (TV)
- 2013: Enlightened – Erleuchtung mit Hindernissen (TV)
- 2019: Butchered (Kurzfilm)